# Groupe (informatique)
Pour les articles homonymes, voir Groupe.
Un groupe, dans le contexte de l'informatique, est un ensemble de comptes utilisateurs, désigné par un nom.

## Rôle
L'objectif est de concéder des droits spécifiques à ce groupe, dont en bénéficie automatiquement tous les membres.
Ainsi, lors de l'installation d'une application spécifique, un groupe associé est parfois crée, dont le rôle est de permettre de gérer cette application et ses ressources. Seuls les utilisateurs appartenant à ce groupe en auront le droit, ce qui évite de devoir créer des utilisateurs spécifiques. Quelques exemples:
- Groupe sudo

## Modélisation dansWBEM
Le schéma CIM qui fait partie du Common Information Model, représente un groupe Windows avec la classe Win32_Group. Sous Linux, le logiciel OpenLMI utilise la classe LMI_Group.
Notons qu'au-delà d'une similitude des fonctionnalités principales, ces deux types de groupes ont des implémentations par ailleurs très différentes.